# 福岡金文堂
株式会社福岡金文堂（英:  Fukuoka Kinbundo Co.,Ltd.） は、福岡市中央区に本社を構える、書店を店舗展開している企業。

## 概要
福岡都市圏及び佐賀県、長崎県に店舗展開している。

## 事業内容
- <店売部>   新刊書籍・雑誌・文具・教育機器の店頭販売・CD（セル・レンタル）・ビデオ（セル・レンタル）
- <外商部> 県庁・市役所・日銀・NHK・九州大学・他各企業・病院・学校・個人への外商販売
- <大学部> 福岡大学・福岡教育大学他学内での店売業務
- <教科書部>

## 主な店舗およびグループ
- 本店（福岡市中央区-新天町･北通り）
- 福大店（福岡市城南区-福岡大学内）
- 大橋駅店（福岡市南区大橋-西鉄名店街1F）
- 博物館店（福岡市早良区百道浜-福岡市博物館1F）
- ゆめタウン宗像店（宗像市-ゆめタウン宗像2F）
- 天神地下街店（福岡市中央区）
- 大川店（大川市-ゆめタウン大川2F）
- 行橋店（行橋市-ゆめタウン行橋2F）
- 姪浜店（福岡市西区姪浜-姪浜デイトス内）
- 姪浜南店（福岡県福岡市西区内浜-ウエストコート姪浜内）
- 志摩店（糸島市-イオン志摩ショッピングセンター内）
- 教育大店（宗像市-福岡教育大学内）
- アニマート筑後（福岡県筑後市）

### 佐賀県
- イオン唐津店 唐津市鏡4531-1イオン唐津内2F

### 長崎県佐世保市内
- 金明堂本店（佐世保市下京町）
- 金明堂早岐店（佐世保市）
- イオン大塔店（イオン大塔内3F）
- 金明堂・フレスタ店（フレスタ佐世保内3F）
- 金明堂日野店（ララプレイス内）

## 関連会社
- 金明堂書店
- 金洋堂
- 金星堂書店
- 本のアニマート